# Hybanthus yucatanensis
Hybanthus yucatanensis là một loài thực vật có hoa trong họ Hoa tím. Loài này được Millsp. mô tả khoa học đầu tiên năm 1895.